# Sarah Stieger
Sarah Stieger, née le 25 août 1979 est une ancienne coureuse cycliste suisse, spécialiste de la descente et du dual slalom en VTT.

## Palmarès en VTT

### Championnats du monde
- Château-d'Œx 1997
  -  Championne du monde de descente juniors
- Sierra Nevada 2000
  - 7e du dual slalom
  - 10e de la descente
- Vail 2001
  - 7e de la descente
- Kaprun 2002
  - 10e de la descente

### Coupe du monde
- Coupe du monde de dual slalom
  - 7e en 2000

### Championnats d'Europe
- 2000
  -  Médaillée de bronze aux championnats d'Europe du dual slalom
  - 5e aux championnats d'Europe de la descente
- 2001
  -  Championne d'Europe de la descente

### Championnat de Suisse
- 1998
  -  Championne de Suisse du four cross
  - 3e du championnat de Suisse de la descente
- 1999
  - 2e du championnat de Suisse de la descente
  - 2e du championnat de Suisse du four cross
- 2000
  -  Championne de Suisse de la descente
  - 2e du championnat de Suisse du four cross
- 2001
  - 3e du championnat de Suisse du four cross
- 2002
  - 3e du championnat de Suisse de la descente

### Autres
- 2000
  - 2e de Les Gets - dual slalom (coupe du monde)
  - 3e de Kaprun - dual slalom (coupe du monde)